# Brasilaphthona
Brasilaphthona is een geslacht van kevers uit de familie bladkevers (Chrysomelidae).
De wetenschappelijke naam van het geslacht werd in 1956 gepubliceerd door Bechyne.

## Soorten
- Brasilaphthona andraea (Bechyne, 1955)
- Brasilaphthona chromolytica Bechyne, 1986
- Brasilaphthona chromolytica Bechyne, 1997
- Brasilaphthona cryptomorpha Bechyne, 1986
- Brasilaphthona cryptomorpha Bechyne, 1997
- Brasilaphthona erythrostoma (Harold, 1876)
- Brasilaphthona frontalis (Harold, 1876)
- Brasilaphthona lineolata (Harold, 1876)
- Brasilaphthona protomorpha Bechyne, 1986
- Brasilaphthona protomorpha Bechyne, 1997
- Brasilaphthona virginia Bechyne, 1986
- Brasilaphthona virginia Bechyne, 1997